# Кома (приток Енисея)
Кома — река в России, протекает по территории Новосёловского района Красноярского края. Правый приток Енисея.

## География
Река Кома берёт начало в урочище Витебка к северо-западу от горы Белая. Течёт на север мимо деревень Бескиш и Чёрная Кома. Впадает в Красноярское водохранилище у посёлка Енисей, образуя в устье залив Кома. Длина реки составляет 85 км, площадь водосборного бассейна — 670 км². Устье реки Кома расположено на расстоянии 2674 км от устья Енисея.
Основные притоки (от истока до устья): Зелёный, Жилушка, Чита, Бугоджак, Чёрная Кома, Чертанка, Ближний Кошкар, Бескиш, Дальний Кошкар, Воровской, Накчуль, Стимистюль.
По данным государственного водного реестра России относится к Енисейскому бассейновому округу. Код водного объекта — 17010300312116100018857.